# ويليام غولدمان
ويليام غولدمان (بالإنجليزية: William Goldman)‏ هو رياضياتي أمريكي، ولد في 1955 في كانساس سيتي في الولايات المتحدة.